# Přímý zásah (film)
Přímý zásah (v originále Direct Action) je americký akční film z roku 2004, v němž hraje hlavní roli Dolph Lundgren.

## Obsah
Policejní veterán Frank Gannon chce po mnoha letech skončit se svou prací v jednotce Direct Action Task Force u losangeleské policie. S nezkušenou kolegyní Billie Ross má před sebou poslední noční službu. Během ní je svědkem toho, jak zkorumpovaní kolegové vyjednávají s afghánskými drogovými dealery. Poté se rozhodne vystoupit proti policejní korupci a svědčit před vyšetřovacím výborem pro korupci. Když to jeho kolegové zjistí a nemohou ho přesvědčit, aby změnil názor, rozhodnou se ho během jeho poslední směny ještě před termínem jednání výboru zabít.

## Obsazení
- Dolph Lundgren Frank Gannon
- Polly Shannon jako Billie Ross
- Walter Alza jako Espinoza
- Donald Burda jako Bryant
- Larry Day jako Phil
- Conrad Dunn jako Captain Stone
- Rothaford Gray jako Ed Grimes
- Joseph Griffin jako Carter
- Alex Karzis jako Agent Bill